# Владимир Тасић
Владимир Тасић (Нови Сад, 1965) српски је математичар и књижевник.

## Биографија
Докторирао је математику 1992. у Канади (University of Manitoba, теза Modular Dimension Subgroups). Предаје на Универзитету Њу Брансвик. 
Аутор је две књиге приповедака: Псеудологија фантастика, Матица српска, 1995. и Радост бродоломника, Светови, 1997. и књиге Математика и корени постмодерног мишљења, Oxford University Press и Ediciones Colihue, на енглеском и шпанском, 2001. Први роман Опроштајни дар је 2001. проглашен за књигу године одлуком жирија Радио Београда. Други Тасићев роман Киша и хартија добитник је НИН-ове награде за роман, као и награде „Виталове“ књижевне фондације „Златни сунцокрет" за 2004. годину. Трећи роман Стаклени зид објавио је 2008.

## Дела

### Романи
- Опроштајни дар (2001)
- Киша и хартија (2004)
- Стаклени зид (2008)

### Књиге прича
- Псеудологија фантастике (1995)
- Радост бродоломника (1997)

### Књиге есеја
- Математика и корени постмодерног мишљења (2001)
- Њушкачи јабука (2005)
- Ударање телевизора (2009)
- Светови Алена Бадјуа: математика, уметност, политика (2011)